# Miami Police Department

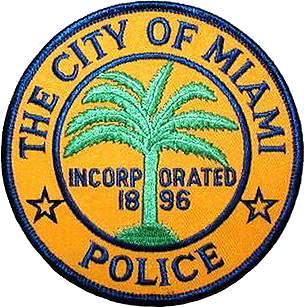
Emblema

Miami Police Department (MPD) é o departamento de policia da cidade de Miami, Florida, Estados Unidos. Foi criado em 1896 e é o maior departamento de polícia do estado da Flórida. É responsável pela aplicação da lei e de investigações dentro da cidade de Miami, mas têm acordos de ajuda mútua com outros departamentos de polícia.

## Carreira policial

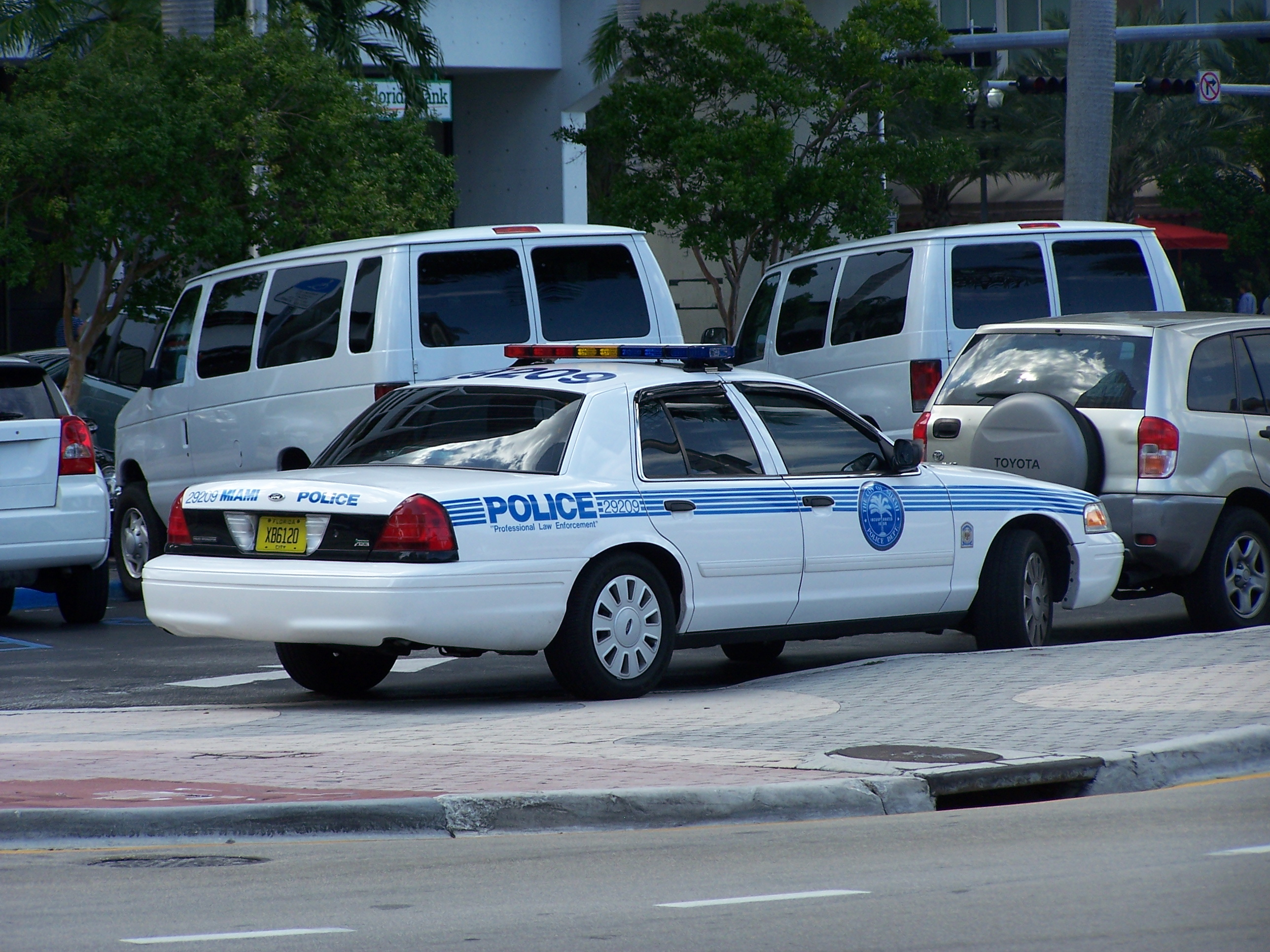
Viatura Ford Crown Victoria Police Interceptor

| Título                      | Insignia                             |
| --------------------------- | ------------------------------------ |
| Chefe de Polícia            |                                      |
| Chefe Adjunto               |                                      |
| Chefe Assistente            |                                      |
| Major                       |                                      |
| Comandante                  | Predefinição:Deletable image-caption |
| Capitão                     |                                      |
| Tenente                     |                                      |
| Sargento de Patrulha Senior |                                      |
| Sargento                    |                                      |
| Cabo                        |                                      |
| Policial                    | não usa insignia                     |

## Estações
- Miami Police Headquarters
- Miami Police North Station
- Miami Police South Station
- Miami Police Grapeland Heights Substation